# 利藏
利藏（法語：Lizant，法語發音：[lizɑ̃]）是法国新阿基坦大区维埃纳省的一个市镇，属于蒙莫里永区。

## 地理
利藏（46°5'7"N, 0°16'45"E）面积16.95 平方千米，位于法国新阿基坦大区维埃纳省，该省份为法国中西部省份，北起曼恩-卢瓦尔省和安德尔-卢瓦尔省，西接德塞夫勒省，南至夏朗德省，东南接上维埃纳省，东临安德尔省。
与利藏接壤的市镇（或旧市镇、城区）包括：楠特伊昂瓦莱、泰泽艾济、热努耶、圣戈当、武莱姆。

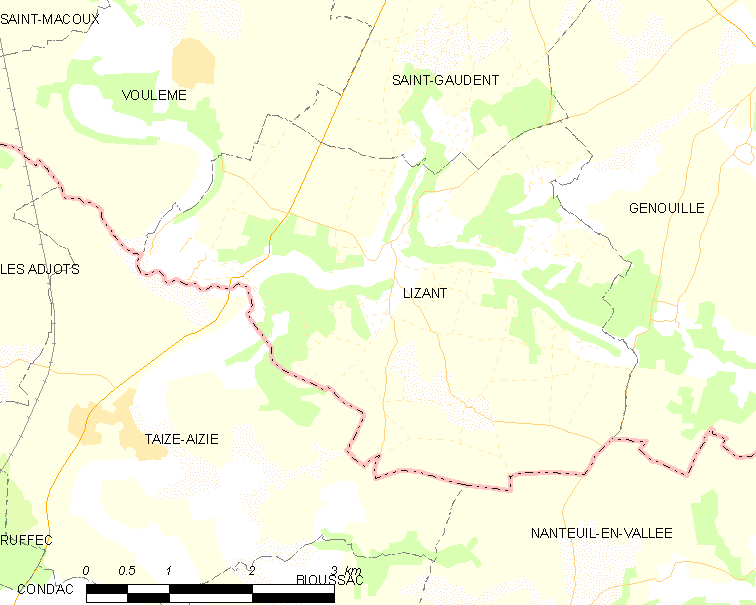
利藏的OSM定位图

利藏的时区为UTC+01:00、UTC+02:00（夏令时）。

## 行政
利藏的邮政编码为86400，INSEE市镇编码为86136。

## 政治
利藏所属的省级选区为锡夫赖县。

## 人口

1962-2008年间利藏人口变化图示

利藏于2022年1月1日时的人口数量为381人。